# Villains
《Villains》（韓語：빌런즈），是一部預計於2025年下半年於TVING上線的韓國犯罪電視劇，由陳赫執導，劉智泰、郭到元、李凡秀和李珉廷主演。該劇原定於2023年在TVING上首播，但因捲入抄襲案而將押後上映。

## 演員
- 劉智泰 飾演 J[2]
- 郭到元 飾演 張仲赫[2]
- 李凡秀 飾演 車基泰[2]
- 李珉廷 飾演 韓秀賢[2]
- 金載庸 飾演 Fixer[3]

## 製作與爭議
2022年6月，該劇宣佈製作，由泰元娛樂開發，陳赫執導，劉智泰、郭到元、李凡秀和李珉廷主演，故事環繞一宗假鈔案。該劇的主體拍攝於2022年8月29日結束，原定於2023年上半年首播。同年9月，主演之一的郭到元因酒後駕駛被起訴，該劇因此延後上映。同年10月，IOK Company控告編劇金亨俊抄襲，指《Villains》與該公司一個開發了七至八年的劇本幾乎相同，因此向首爾中央地方法院申請禁止製作、發行和播出該劇。泰元娛樂隨後發表聲明反駁，指該劇的製作完全符合著作權法。